# Battlefield Band
Battlefield Band est un groupe de musique traditionnelle écossaise. Fondé à Glasgow en 1969, il a publié plus de trente albums et connu de nombreux changements de musiciens. Le groupe est connu pour sa combinaison de cornemuse avec d'autres instruments, et plus particulièrement sur leur reprise de Bad Moon Rising, et pour son mélange de chansons traditionnelles et nouvelles. En plus de ses nombreux concerts annuels aux États-Unis, le groupe fait des tournées internationales. Ils ont collaboré avec d'autres musiciens, dont la harpiste écossaise Alison Kinnaird. En 2010, il ne restait dans la formation plus aucun des membres fondateurs. Le groupe a donné son dernier concert connu en août 2017.

## Reconnaissances et récompenses
Battlefield Band est lauréat du "Best Live Act" à la première édition des Scots Trad Music Awards en 2003. En 2011, il est élu « Meilleur groupe » aux Scots Trad Music Awards 2011. Leur titre Compliments to Buddy McMaster (une piste de l'album Dookin sorti en 2007) a été nommé lors des 7e Independent Music Awards pour la "chanson traditionnelle mondiale de l'année". Le groupe a également été nommé lors des 11e Independent Music Awards pour A' Bhriogais Uallac (Les Pantalons pompeux) en 2011.

## Membres

### Derniers membres
- Sean O'Donnell (2005-2017) : chant / guitare (a remplacé Pat Kilbride à partir de  2005)
- Alasdair White (2002-2017) : violon / flûte irlandaise / banjo / bouzouki / cornemuse des Highlands / Scottish smallpipes / bodhran
- Mike Katz (1998-2017) : cornemuses / diverses flûtes / basse / guitare

### Anciens membres
- Ricky Starrs (musicien et précurseur)
- Alan Reid (claviers / guitare / chant / accordéon)
- Brian McNeill (violon)
- John Gahagan (violon / whistle)
- Jen Clark (chant, guitare, cistre et dulcimer)
- John McCusker (violon) a remplacé McNeill
- Davy Steele (1948-2001) (chant, écriture)
- Dougie Pincock (cornemuse)
- Duncan MacGillivray (cornemuse)
- Iain MacDonald (cornemuse)
- Alistair Russell (guitare, chant)
- Pat Kilbride (guitare, chant)
- Ged Foley (guitare, chant, cornemuse de Northumbrie)
- Karine Polwart (guitare, chant)
- Jim Barnes et Sylvia Barnes (bouzouki et voix / dulcimer)
- Jamie McMenemy (bouzouki, chant)
- Ewen Henderson (2011-2014) : violon / cornemuse / whistles / piano / voix

## Discographie
- Farewell to Nova Scotia (1976) (ou Scottish Folk)
- Battlefield Band (1977)
- Wae's me for Prince Charlie (1978)
- At the Front (1978)
- Stand Easy (1979)
- Preview (1980)
- Home is Where the Van Is (1980)
- The Story So Far (1982)
- There's a Buzz (1982)
- Anthem for the Common Man (1984)
- On the Rise (1986)
- Music in Trust Vol 1 (1986)
- After Hours: Forward to Scotland's Past (1987)
- Celtic Hotel (1987)
- Music in Trust Vol 2 (1988)
- Home Ground - Live From Scotland (1989)
- New Spring (1991)
- Quiet Days (1992)
- Opening Moves (1993)
- Farewell to Nova Scotia (réédition CD) (1996)
- Threads (1995)
- Across the Borders (1997)
- Live Celtic Folk Music (1998)
- Rain, Hail or Shine (1998)
- Leaving Friday Harbor (1999)
- Happy Daze (2001)
- Time and Tide (2002)
- Best of Battlefield 1976-2003
- Out for the Night (2004)
- The Road of Tears (2006)
- Dookin' (2007)
- Zama Zama... Try Your Luck (2009)
- Line-up (2011)
- Room Enough For All (2013)
- Beg & Borrow (2015)